# アルティボニット県
アルティボニット県（アルティボニットけん、ハイチ語: Latibonit, ラチボニート）はハイチ中北部の県 (depatman)。県庁所在地はゴナイーヴ。面積は 4,984 km² で最大、人口は約172万人 (2015年) で西県に次いで2位である。南部はアルティボニット川の平野部で稲作地帯である。主要都市はゴナイーヴとサン・マルク。

## 歴史
2004年2月の反乱では反乱軍が独立を宣言した。

## 隣接する県
北西県、北県、東に中央県、南に西県と接する。

## 下位行政区画
ゴナイーヴ郡、グウォ・モーン郡、サン・マーク郡、デサリーヌ郡、マムラード郡の5つの郡が置かれている。